# Cathédrale de l'Immaculée-Conception d'Apia
Pour les articles homonymes, voir Cathédrale de l'Immaculée-Conception.

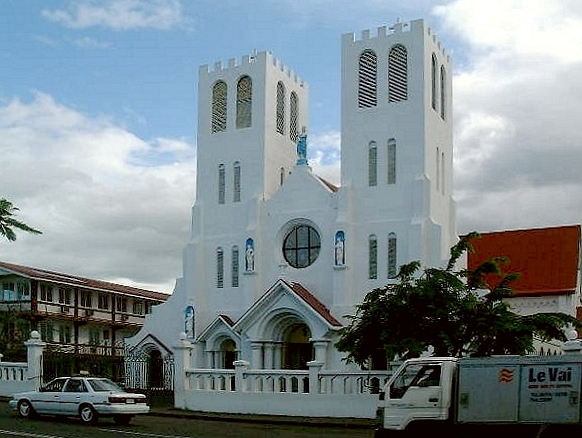
L'ancienne cathédrale détruite dans les années 2010

La cathédrale de l'Immaculée-Conception, ou cathédrale de Mulivai, est située à Apia, capitale des Samoa. Il s'agit siège épiscopal de l'archidiocèse qui couvre tout le pays.
L'édifice surplombe le port d'Apia sur la route de Main Beach au bord de la rivière Vailima.

## Histoire
En 1852, William Pritchard vendit un terrain à Mulivai, d'environ trois quarts d'acre (ou 3 000 m2), à Pierre Bataillon, sur lequel le frère de Bataillon, Jacques, commença à construire une église et une maison paroissiale. La première pierre fut bénie par l'évêque le 8 décembre 1852, mais les travaux furent interrompus par des épidémies et un cyclone tropical en 1854, qui détruisirent huit navires et causèrent de gros dégâts aux plantations, entraînant des problèmes d'approvisionnement alimentaire . En conséquence, l'église a été achevée en 1857.
Bien qu'ayant ses fondations dans un sous-sol sablonneux, l'édifice résiste à plusieurs séisme et cyclone, comme à celui de 1917 (en) d'une magnitude de 8,5, alors que les églises de Pago Pago et de Leone (en) avaient été très endommagées.
L'édifice subi des dommages lors du tremblement de terre de 2009 et une évaluation du bâtiment par les ingénieurs civils en structure a déterminé que le bâtiment était dangereux et ne pouvait pas être sauvé. La décision est prise en 2011 de démolir l'ancienne cathédrale pour la reconstruire à nouveau en conservant son style mais en doublant sa capacité. Après trois ans de travaux, la nouvelle cathédrale d'Apia a été ouverte au public en juin 2014 en présence de Martin Krebs, nonce apostolique en Nouvelle-Zélande.
L'orgue de la cathédrale, qui comporte quatre claviers manuels, 52 jeux et 45 rangs, provient d'un don de l'église de Kirkwood dans l’État du Missouri.
Il existe aussi dans la capitale un autre édifice catholique, la basilique mineure de Sainte-Anne de Leulumoega.

## Billet de banque
L'ancienne cathédrale est représenté sur l'arrière des billets de 100 Tālā dans la série de 2008, soit juste un an avant le séisme.